# Aurach bei Kitzbühel
Aurach bei Kitzbühel este un oraș în Austria.